# BBC Studioworks
BBC Studioworks anteriormente BBC Studios e Post Production é uma subsidiária comercial da BBC, sendo fornecedores de estúdios de televisão, pós-produção e serviços relacionados ao mercado.
Trabalha com emissoras e empresas de produção, produzindo conteúdo premiado para BBC, ITV, Channel 4, Channel 5, Sky, Endemol Shine e Fremantle. Os títulos variam de The Graham Norton Show e A League Of Own, a EastEnders e Strictly Come Dancing.
Quando o Television Centre no oeste de Londres foi temporariamente fechado para reforma em 2013, a Studioworks consolidou seus negócios nos estúdios de Londres em dois locais em Borehamwood, o BBC Elstree Center e o Elstree Studios. No site da BBC Elstree, opera o estúdio D - um grande estúdio de TV e lar das crianças carentes e da transmissão eleitoral da BBC News e abriga a aldeia de pós-produção da empresa e o local onde fornece serviços de estúdio e pós-produção para a EastEnders. Do outro lado da rua, nos estúdios da Elstree, ela contrata uma mistura de estágios que foram convertidos em estúdios de TV e variam de 7.550 pés quadrados a 15.770 pés quadrados. A empresa foi renomeada de BBC Studios and Post Production Ltd. para BBC Studioworks Limited em maio de 2016.

## História
A empresa foi originalmente estabelecida como a operação mais ampla da BBC Resources Ltd em 1998, obtendo um lucro operacional de £ 1,3 milhões em seu primeiro ano completo.
Uma equipe liderada por Andrew Thornton foi nomeada pela BBC para gerenciar a venda, com a Ernst & Young atuando como consultores externos. A equipe prestou contas a um grupo diretor da BBC, incluindo Zarin Patel e Peter Salmon . Os anúncios foram colocados no Financial Times, The Times e Broadcast em 16 de agosto de 2007, convidando manifestações de interesse para a aquisição desta subsidiária comercial, com o objetivo de concluir a transferência de compromissos até o final de março de 2008, sujeitas a negociações e aprovações de contratos.
Em 6 de novembro de 2007, o The Guardian informou que a privatização poderia ficar com um déficit de até 15 milhões de libras para cobrir a transferência das pensões do pessoal da BBC Resources para um potencial novo empregador.
A BBC nunca divulgou os nomes das empresas pré-selecionadas, com o The Guardian relatando - no início de 2008 - mais vazamentos devido a preocupações com obrigações de pensão e exposição ao amianto. Em 7 de março de 2008, foi anunciado que a divisão de transmissão externa seria vendida, como esperado, para os Serviços de Informação por Satélite - com um anúncio surpresa de que a operação dos estúdios (empregando cerca de 350 funcionários no Television Center e Elstree ) permanecer na propriedade da BBC.
Em agosto de 2008, Mark Thomas se tornou CEO da BBC Resources. Em 1 de dezembro de 2008, a equipe de gerenciamento anunciou que cerca de 200 empregos seriam perdidos em junho de 2009 como parte de um movimento de reestruturação para tornar o negócio menor, mais flexível e resistente às mudanças na demanda.
No início de junho de 2008, o destino do terceiro negócio foi suspenso pela BBC, afirmando que "por enquanto, não estamos mais conversando ativamente com um comprador para pós-produção" e que "como os estúdios, a pós-produção permanecerá dentro da BBC Resources, que continuará operando como subsidiária comercial da BBC". O jornal Ariel, da BBC, informou em 18 de março que os 400 funcionários do Post haviam sido informados de que a BBC "pode precisar procurar outras soluções se o negócio não for vendido neste estágio". Os números mostram que 3,4 milhões de libras foram gastos em "consultores, custos legais e internos" durante a liquidação.
Em abril de 2009, a empresa anunciou que estava fundindo os negócios Studios e Post Production Ltd, alterando o nome da empresa para BBC Studios e Post Production e nomeando uma nova equipe de liderança.
Em 2010, a BBC Studioworks fez uma trilha estereoscópica em 3D Strictly Come Dancing para crianças carentes no Television Centre. Sua equipe de 3D, juntamente com o estereógrafo da 3D Ality Digitals Scot Steele, forneceu serviços completos de estúdio e pós-produção para o filme em 3D de três minutos com um tango argentino.
Em outubro de 2014, Anna Mallet deixou a empresa para liderar o desenvolvimento de propostas de produção na BBC em geral. David Conway foi nomeado diretor administrativo da BBC Studios e pós-produção do cargo de CEO, que ele ocupou em maio de 2012.
Em março de 2017, a BBC Studioworks anunciou que eles e a Elstree Studios continuarão sua parceria por pelo menos mais três anos, até março de 2020.
Em 25 de novembro de 2019, foi anunciado pela BBC Studioworks que renovou sua parceria com a Elstree Studios e estendeu o acordo atual para continuar até pelo menos março de 2024.

## Instalações de estúdio

### Television Centre, Londres

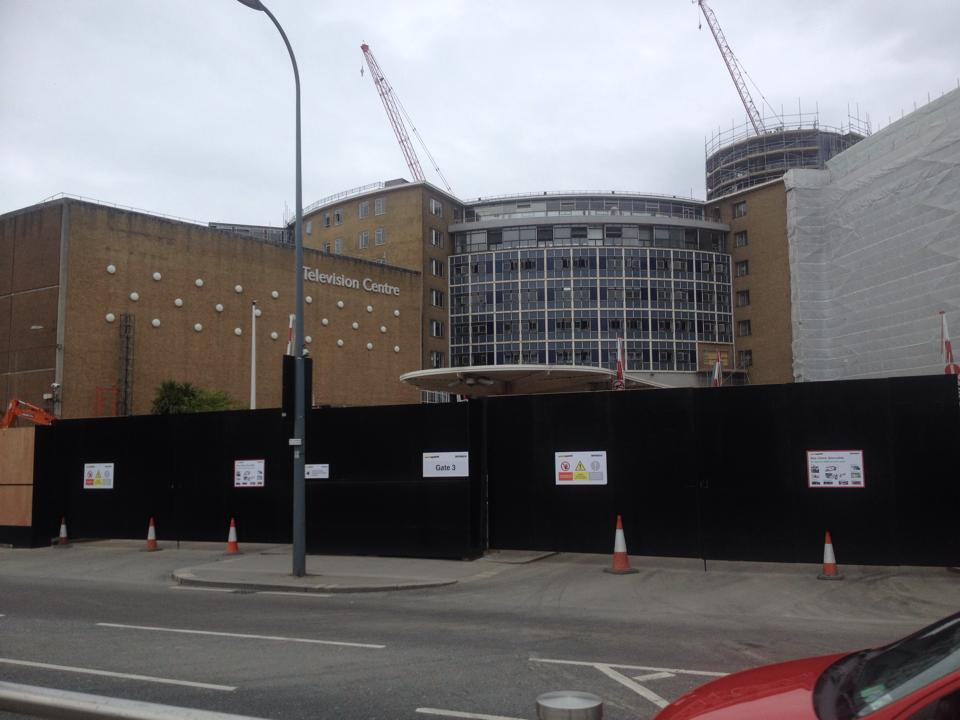
Television Centre, Londres sendo reformado em 2015

Até 2013, a BBC Studioworks operava quatro estúdios HD permanentes totalmente equipados no então Television Centre, no centro de Londres. Ele atualizou seu maior estúdio, o Studio TC1 para HD, em 2006 e apoiou o Strictly Come Dancing, que foi o primeiro show de entretenimento ao vivo em HD no Reino Unido. Studio TC8 se seguiu em 2007 e atuou como o centro dos concertos globais do Live Earth em julho daquele ano, suportando 22 horas de cobertura HD ao vivo em mais de 135 países em todo o mundo.
Em setembro de 2017, a BBC Studioworks reabriu os três estúdios no Television Center, ao lado de várias instalações de pós-produção e áreas auxiliares. Studio TC1 tornou-se um estúdio de televisão com capacidade UHD, equipado com câmeras Sony HDC-4300.

### BBC Elstree Center

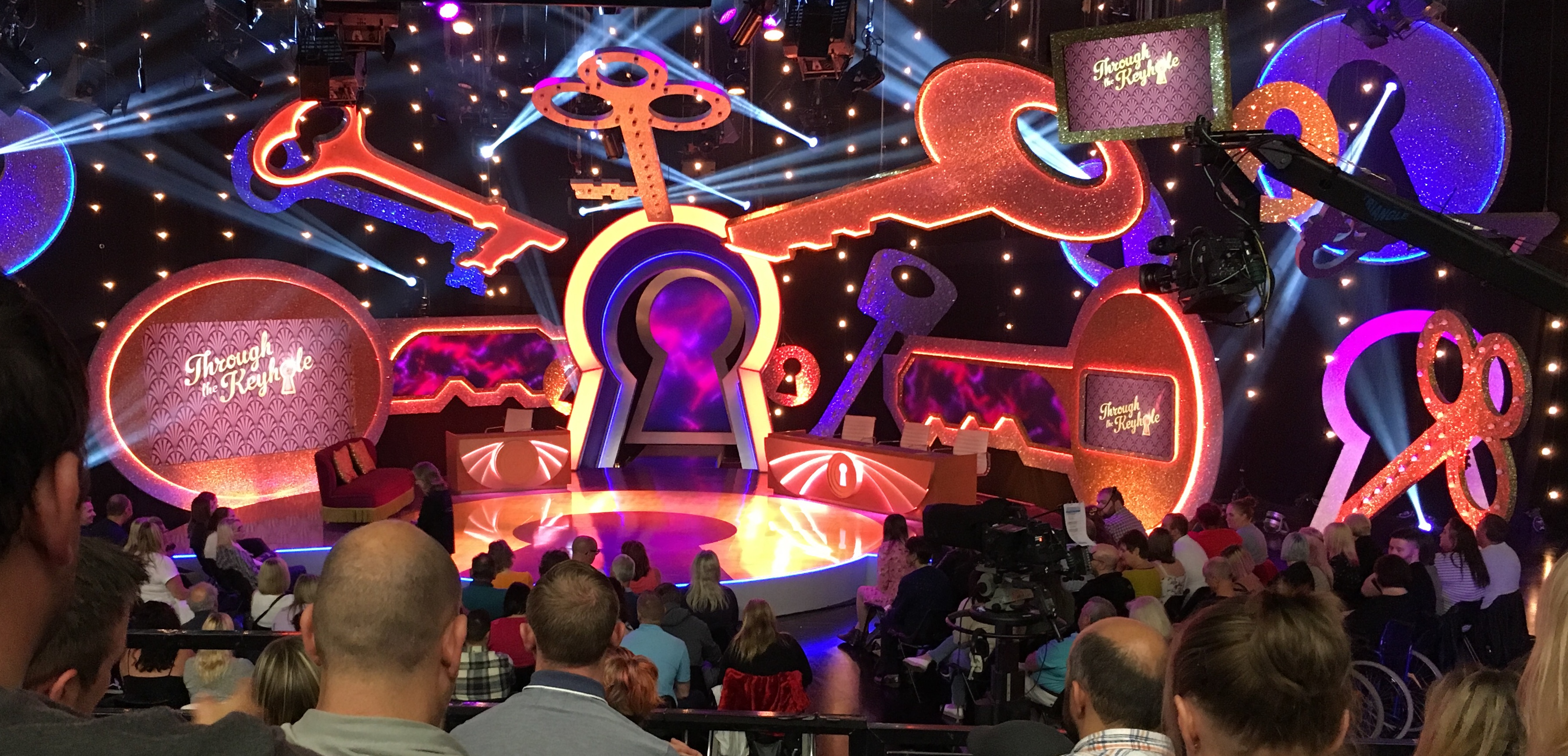
Through the Keyhole é filmado em Elstree D, da BBC Studioworks

A BBC Studioworks oferece instalações no BBC Elstree Center em Borehamwood. Isso inclui o cenário externo para EastEnders e o drama médico Holby City. Com a venda e o fechamento parcial do Television Center, o Studio D em Elstree foi utilizado para muitas das grandes produções da BBC; como Children in Need e a cobertura das Eleições Gerais da BBC em 2015. Em 2010, a BBC Studioworks realizou uma importante atualização de tecnologia para a EastEnders em sua unidade de Elstree, em Hertfordshire, introduzindo novos fluxos de trabalho em HD e sem fita para apoiar o programa ao se mudar para HD no Inverno de 2010.

### Elstree Studios
No Elstree Film Studios, co-investimentos foram feitos para Stage 8 e Stage 9, ambos os 7.500 pés quadrados (700 m ² ), por Studioworks e Elstree Studios em 2013 para abri-los como estúdios de TV. Novos pisos nivelados a laser e galerias permanentes em HD foram instalados e salas verdes e vestiários para talentos também foram aprimorados. Em julho de 2013, a BBC Studioworks concluiu a construção de um novo conjunto de galerias no George Lucas Stages do Elstree Film Studios para apoiar produções de TV em larga escala.
Em março de 2015, a BBC Studioworks atualizou sua galeria de produção de áudio no George Lucas Stage para uma tecnologia de console de mixagem em grande escala do Studer Vista X para transmissão.
Em março de 2017, a BBC Studioworks anunciou que eles e a Elstree Studios continuarão sua parceria por pelo menos mais três anos, até março de 2020. BBC Studioworks confirmou "O acordo com a Elstree Studios reforçou a presença existente da Studioworks em Elstree, onde já vendia o Studio D para o mercado, bem como serviços para outras produções residentes na região.No entanto, devido ao seu sucesso na Elstree, a BBC Studioworks expandirá seus negócios mantendo sua presença ampliada na Elstree. operações de produção.
Em 25 de novembro de 2019, foi anunciado pela BBC Studioworks que eles renovaram sua parceria com a Elstree Studios e estenderam o acordo atual para continuar até pelo menos março de 2024.

## Serviços de Mídia Digital
Em março de 2011, a BBC Studioworks expandiu seus serviços de restauração e arquivamento digital, investindo no Scanity da Digital Film Technology, um filme de 2K para scanner de arquivo. Também instalou uma nova instalação digital do Media Hub em abril de 2011, fornecendo sistemas gerenciados centralmente e altamente escaláveis para entrega global de arquivos, transcodificação, armazenamento de mídia, duplicação, digitalização de bibliotecas e serviços de verificação de qualidade com base em arquivos. No outono de 2011, ele restaurou digitalmente The Trumptonshire Trilogy para lançamento em DVD e Blu-ray. Este projeto de restauração recebeu muitos elogios, incluindo cobertura em várias tomadas de TV.
Em outubro de 2012, a empresa anunciou que iria mudar seu negócio de Serviços de Mídia Digital, que preserva, remasteriza e gerencia conteúdo através de seus serviços de arquivamento, restauração e distribuição digital, do Centro de Televisão da BBC no centro de Londres para uma nova instalação permanente na Odyssey Business Park, South Ruislip, desde o início de 2013. A nova instalação foi inaugurada em março de 2013. Em abril de 2014, o negócio de Serviços de Mídia Digital da BBC Studioworks investiu no gerenciamento de armazenamento de conteúdo Front Porch Digital DIVArchive e nos sistemas de gerenciamento de ativos digitais DIVAdirector. Novas atualizações tecnológicas foram feitas em um sistema de gerenciamento de ativos TMD Mediaflex e em uma solução Pixit Media Storage em 2015.